# Auguste de Contamine
Pour les articles homonymes, voir Contamine.
Auguste de Contamine, né le 11 juillet 1771 à Givet (Ardennes) et mort en novembre 1842 à Neuilly-sur-Seine, fut un militaire français.

## Biographie
Auguste de Contamine commence sa carrière comme militaire au service de la Hollande le 21 mars 1789 en tant que sous-lieutenant au Régiment wurtembourgeois du Cap. Il sert alors sur mer et fait campagne aux Indes et à Ceylan. Il est fait prisonnier par les Anglais lors de la prise de l'île en 1797. Libéré lors de la Paix d'Amiens, il revient en tant que capitaine au 22e bataillon hollandais pour trois années de service au Cap. De retour en Europe, il est nommé lieutenant-colonel des gardes à pieds hollandais le 9 août 1809. 

### Armée française
Il entre comme officier à la suite lors de la réunion de la Hollande le 9 juillet 1809 et fait la campagne d'Espagne. Il sert comme lieutenant-colonel  au 1er régiment de voltigeurs de la Garde impériale du 1 septembre 1812 au 29 août 1813, et de retour de la compagne de Russie il est promu au grade de colonel. Il est mis en non-activité en 1815 puis en retraite en octobre 1821. Il est rappelé en 1830 pour prendre la tête du 53e régiment d'infanterie avant d'être de nouveau admis à la retraite en novembre 1833.

### Parenté
Il est le fils de Gérard de Contamine (1720-1779), commissaire royal et le frère de Théodore de Contamine (1773-1845), militaire et de Gédéon, baron de Contamine.
Son fils, Joseph Auguste Napoléon de Contamine, né à Utrecht en 1809 et décédé à Paris en 1878, est sorti de Saint-Cyr en 1831 au 53e de ligne que commandait son père. Il termina sa carrière comme capitaine.

### Décorations
- Officier de l'ordre royal de la Légion d'honneur,
- Chevalier de l'Ordre de saint-Louis.

### Blessures
Il a la jambe droite brisée  d'un coup de feu lors de la bataille de Lützen, est blessé lors de la défense de Brienne-le-Château et à Craonne.

## Sources biographiques
- R.Wauthier, Notice sur la famille de Contamie de Givet, in Almanach-Annuaire historique, administratif et commercial de la Marne, de L'Aisne et des Ardennes, Matot-Braine, 1912, p206.
- Sa fiche sur la base LEONORE.